# A Woman's Wit
A Woman's Wit er en amerikansk stumfilm fra 1910 af Joseph A. Golden.

## Medvirkende
- Pearl White som Grace Brown
- Stuart Holmes